# Batalha de Monte Caseros
A Batalha de Monte Caseros, também chamada de Batalha de Caseros ou dos Santos-Lugares, foi uma das batalhas da Guerra contra Oribe e Rosas (1851-1852) (e parte da guerra civil uruguaia, denominada "Guerra Grande"), travada a 3 de Fevereiro de 1852, já ao final do conflito.
Nela defrontaram-se o Exército da Confederação Argentina de Juan Manuel de Rosas e o da aliança encabeçada pelo General Justo José de Urquiza, Governador da Província de Entre Ríos.
Caseros era uma localidade próxima à sede de Buenos Aires. O nome refere-se ao da primeira família que deteve a propriedade. O local da batalha é hoje ocupado pelo Colegio Militar de la Nación, entre as estações de trem Caseros e El Palomar, na Grande Buenos Aires. Hoje, na província de Corrientes existe a cidade denominada Monte Caseros, cujo nome evoca esta batalha.

## Forças
Os aliados decidiram dividir suas forças em duas: uma multinacional - com a formação do Grande Exército Aliado de Libertação - comandada por Justo José de Urquiza que tinha uma divisão brasileira e uma segunda força (Exército Brasileiro) composta inteiramente de brasileiros comandados por Caxias.

### O "Grande Exército"

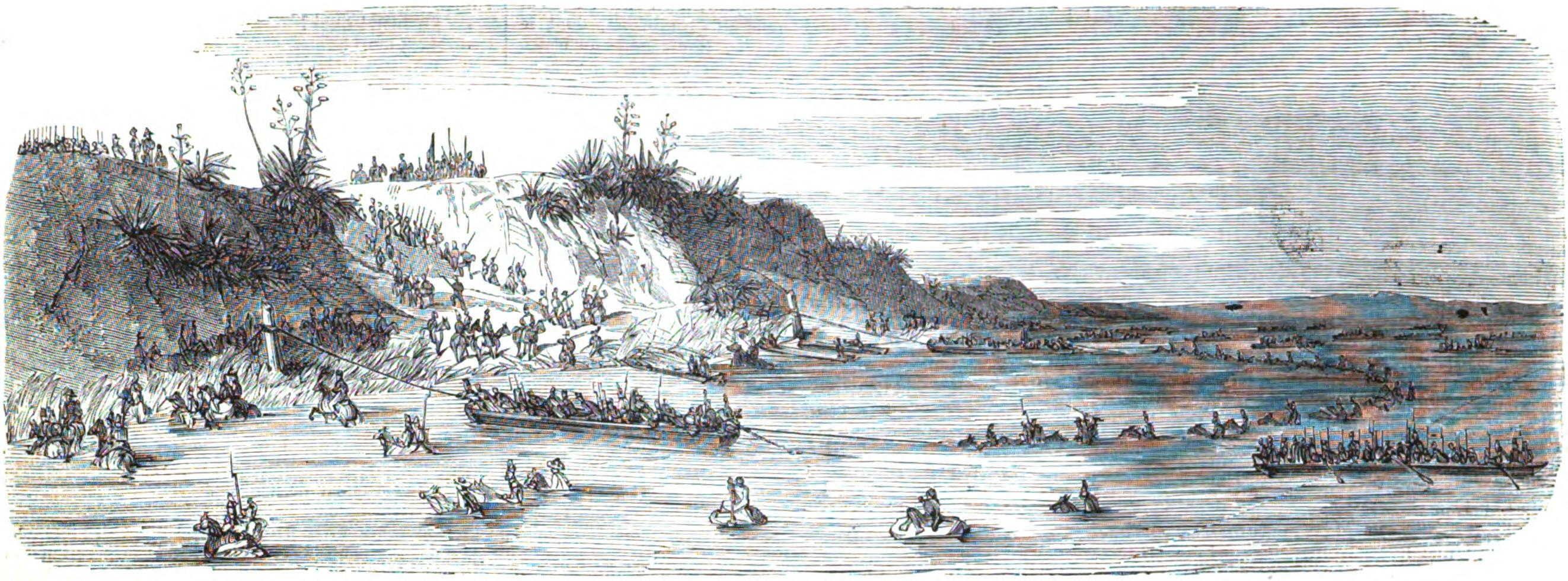
O exército de Urquiza atravessando o Rio Paraná

Em 1851, o general e governador da provincia de Buenos Aires, Juan Manuel  Rosas, declarou guerra ao Brasil. Em oposição a isto, firmaram um acordo em  21 de novembro de 1851 os governos de Entre Ríos, Corrientes, Uruguai e o Imperio do Brasil. Por este tratado, o general Justo José de Urquiza se comprometia a atravessar o rio Paraná e combater Rosas. Para tanto constituiu-se o denominado Grande Exército, integrado por entrerrianos, correntinos, brasileiros, uruguaios e alguns habitantes da provincia de Buenos Aires.
O efetivo era composto por trinta mil homens, onde se compreendiam a maioria dos recrutados das províncias argentinas de Entre Ríos e Corrientes, quatro mil do Brasil, sob o comando do brigadeiro Manuel Marques de Sousa, e dois mil do Uruguai, sob o comando do Coronel Cesar Diaz. Entre as tropas argentinas destacavam-se personagens como o futuro presidente Bartolomé Mitre. Todos liderados pelo governador de Entre Ríos, Justo José de Urquiza. Urquiza encontrava-se em revolta contra Juan Manuel Rosas desde 1 de maio de 1851, dia em que lançou o chamado Pronunciamento de Urquiza.

## A estratégia da campanha brasileira
Caxias traçou o plano da campanha: as forças aliadas subiriam o rio Paraná até o ponto mais conveniente de desembarque para marchar contra as forças de Rosas. Parte da esquadra brasileira ficaria na Colônia do Sacramento, em frente a Buenos Aires para o caso de uma necessidade de ameaçar a capital portenha, se Rosas opusesse resistência.
Dando cumprimento ao plano de Caxias, a esquadra sob o comando de Grenfell forçou a passagem fortificada de Tonelero. O exército aliado desembarcou no porto de Diamante e foi ao encontro das forças de Rosas, que foram vencidas na Batalha de Monte Caseros em 3 de fevereiro de 1852.

## Derrota de Rosas

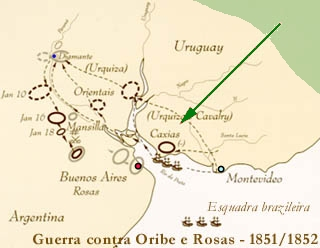
Movimento final das tropas na guerra: em verde, tropas brasileiras de Caxias. Desde Entre Ríos parte Urquiza até o local da batalha de Monte Caseros

Culminando a derrota infligida a Oribe no Uruguai, com o reconhecimento final do Governo da Defesa de Montevidéu como único legítimo, a batalha de Monte Caseros determinou a queda definitiva do Governo de Juan Manuel de Rosas e propiciou a criação da Confederação Argentina, presidida pelo elevado a Brigadeiro-General Justo José de Urquiza.
O exército aliado partiu em direção da capital argentina de Buenos Aires com o intuito de conquistá-la por terra, enquanto o Exército brasileiro comandado por Caxias iria atacar pelo mar. No entanto, o exército aliado acampou a cerca de nove quilômetros de Buenos Aires em 1 de fevereiro de 1852 e dois dias depois encontrou o exército argentino liderado por Rosas em pessoa. As forças aliadas eram compostas por 20 mil argentinos, 1 700 uruguaios e 4 000 soldados de elite brasileiros, distribuídos em cerca de 16 mil cavalarianos, 9 mil soldados de infantaria e mil de artilharia, totalizando 25 700 a 26 000 homens, com 45 a 50 canhões. E do lado argentino, Rosas possuía cerca de 15 mil cavalarianos, 10 mil soldados de infantaria e 10 mil artilheiros, num total de 35 mil homens no máximo, com 60 canhões.
Na madrugada do dia 3 de fevereiro, o comandante-em-chefe aliado José Justo Urquiza percorreu as fileiras aliadas e ao passar pelas tropas brasileiras, gritou: "-Viva o Brasil! Viva o Imperador!" e os soldados por sua vez responderam com viva ao comandante-em-chefe e aos aliados. Os comandantes aliados eram Manuel Marques de Souza, Pirán, Galán, Urquiza e os futuros presidentes argentinos, Bartolomé Mitre e Domingo Sarmiento (que anos antes havia combatido Rosas escrevendo textos contra o ditador) que se reuniram em conselho e decidiram iniciar a batalha. O ditador Rosas escolheu o melhor terreno possível para preparar o seu exército, dispondo-o no topo de um monte em Caseros, do outro lado de um ribeirinho chamado Arrojo Morón, e quase que imediatamente, entre nove e onze horas da manhã (os relatos são conflituosos), a vanguarda de ambos os exércitos começou a atirar.

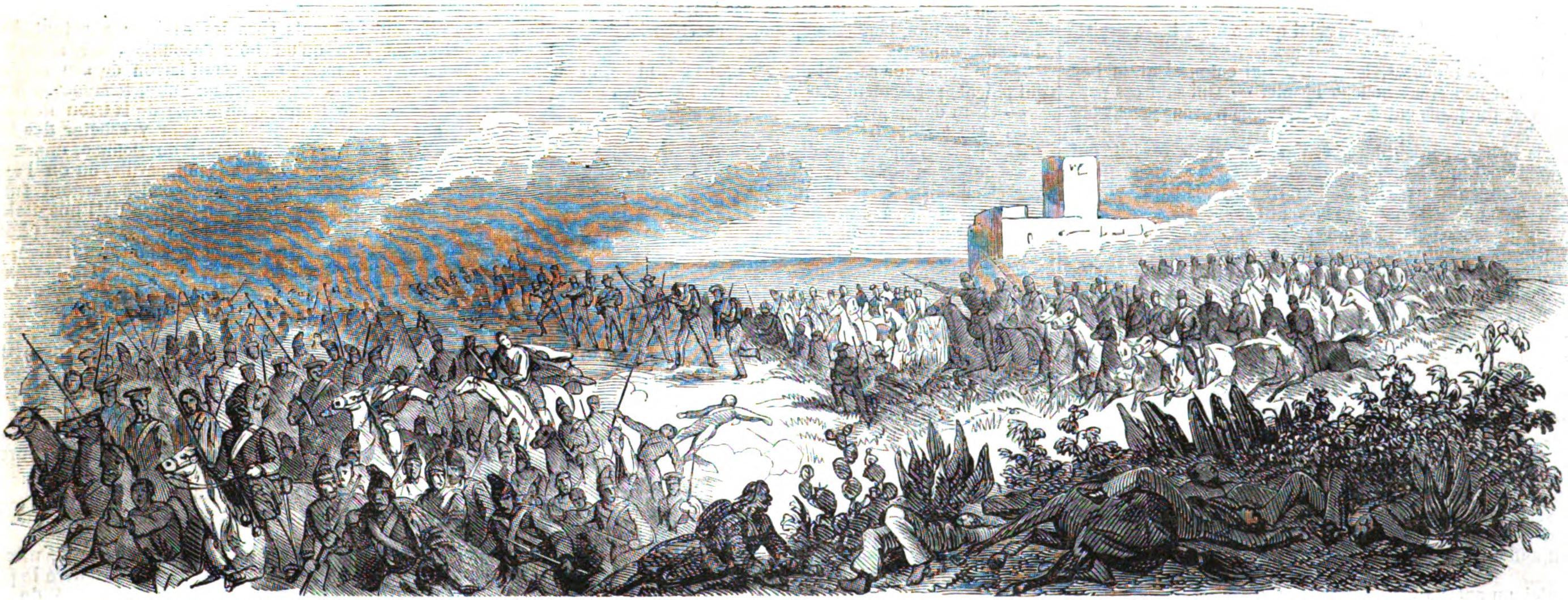
Combate dos Santos-Lugares: Derrota da cavalaria de Rosas (L'illustration journal universel, Volume 19)

A formação do exército aliado era a seguinte: no flanco direito, estava reunida a cavalaria argentina sob o comando do General Anacleto Medina. No centro, sob o comando do brigadeiro Manuel Marques de Sousa, estava concentrado o grosso da infantaria, formada em sua maioria por brasileiros e argentinos (sob o comando e Bartolomé Mitre), protegendo as peças de artilharia ao fundo. À esquerda, mais divisões de cavalaria sob o comando do General Juan Pablo Lopez e de Urquiza, sendo auxiliadas pela infantaria uruguaia e por um regimento de cavalaria comandado pelo tenente-coronel Osório. O plano de combate era enviar as divisões de cavalaria situadas nos extremos do exército para atingirem os flancos do inimigo, que seriam atingidos em cheio ao meio pelo avanço da infantaria aliada e pelos ataques da artilharia. Por sua vez, a formação do exército argentino de Manuel Rosas estava definida da seguinte maneira: no topo do morro havia a Chácara de Caseros, composta por duas casas, onde o ditador estava alojado com o seu Estado-maior e também com cinco batalhões de infantaria. Na frente das casas, estava alojada parte da artilharia, que por sua vez estava protegida por fossos. Do centro para a direita, estava o restante da artilharia, e do centro para a esquerda, a cavalaria juntamente com a infantaria.

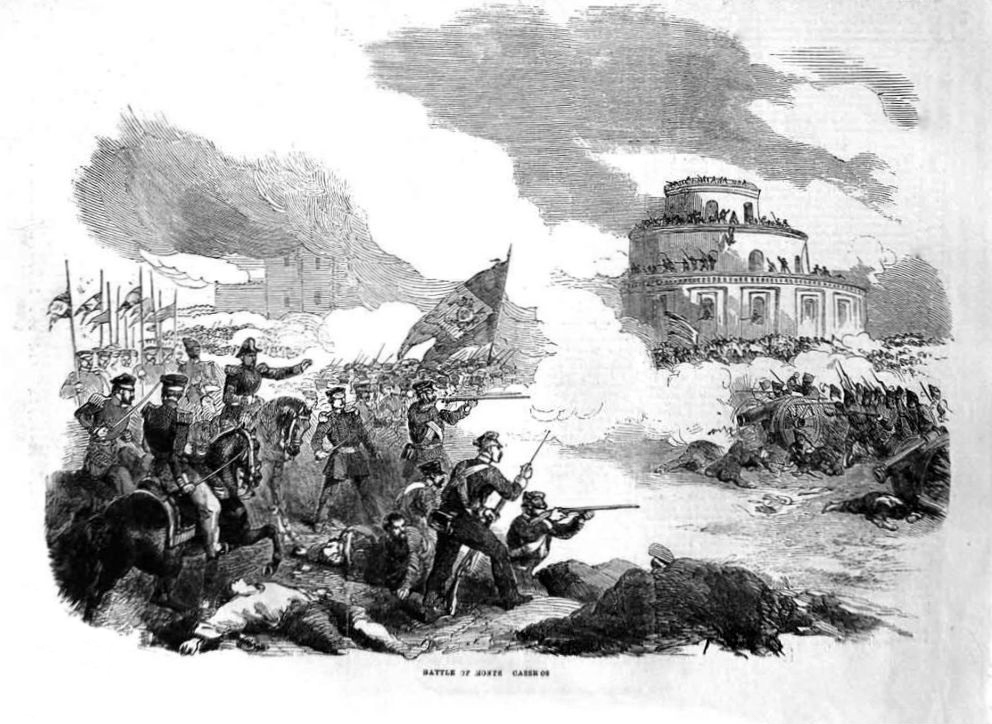
Litografia mostrando a 1ª Divisão Brasileira na Batalha de Monte Caseros

Logo que o exército aliado ultrapassou o ribeirinho, começou a sofrer um pesado bombardeio. Para colaborar com o ataque ao flanco direito de Rosas, Urquiza partiu para um ataque pelo flanco com regimentos de cavalaria sob as ordens do Major-General Benjamim Visoro, que conseguiram esmagar as fileiras inimigas. O lado esquerdo logo sofreu um pesado ataque por parte das peças de artilharia de Rosas. No centro, a infantaria brasileira, auxiliada pela uruguaia (a maior parte da infantaria argentina aliada havia sido transferida para apoiar o ataque no flanco esquerdo inimigo), com dificuldades por causa do terreno lamacento, consegue ultrapassar os fossos e conquistar as duas casas, após um embate violento de baionetas com as tropas argentinas de Rosas. Poucos minutos antes das forças aliadas alcançarem a chácara de Caseiros, don Juan Manuel Rosas escapou do campo de batalha e, disfarçado de marinheiro, pediu auxílio a Robert Gore, representante britânico em Buenos Aires, que o transportou junto com a sua filha Manuelita para o Reino Unido, onde passou os últimos vinte anos de vida. A batalha terminou às três horas da tarde, e o saldo oficial de mortos do lado aliado fora em torno de 400 mortos, enquanto no exército argentino de Rosas fora em torno de 1 200 mortos. No entanto, pela duração e proporções da batalha, é mais provável que o número de mortos tenha sido bem mais alto, talvez entre cinco a dez vezes a mais que os números oficiais.

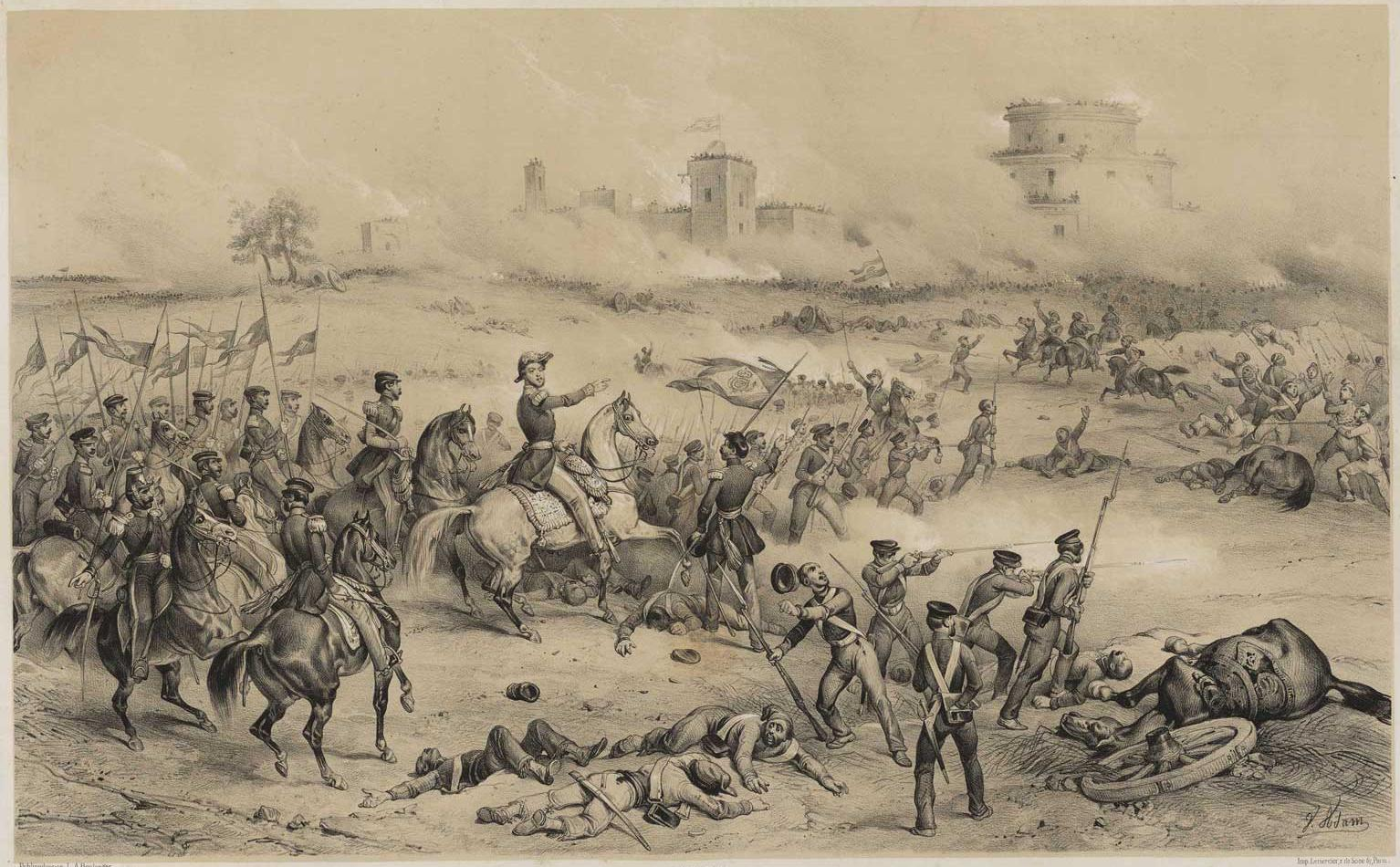
Batalha dos Santos Lugares (3 de fevereiro de 1852)

## Atiradores de elite
Nesta batalha o Exército Brasileiro empregou cerca de uma centena de atiradores de elite alemães, contratados. Estes homens, equipados com então modernos fuzis de agulha Dreyse, foram estrategicamente distribuídos entre as unidades de Infantaria, sob o comando do Capitão Francisco José Wildt da Guarda Nacional de São Leopoldo. A sua missão foi a de caçar os artilheiros de Rosas no seu raio de alcance, facilitando essa surpresa tática o rompimento das posições de Artilharia inimiga, e a penetração do 2º Regimento de Cavalaria, sob o comando do então Tenente-coronel Manuel Luís Osório, futuro Marques do Herval. Estes mercenários alemães passaram à história com o apelido de "brummer" (resmungões).